# Экологическая журналистика
Экологическая журналистика, экожурналистика — жанр журналистики, подразумевающий обширное освещение экологических вопросов как глобального, так и регионального значения, чьей предметной областью является сбор, анализ и распространение информации, касающейся текущих событий, тенденций и проблем, связанных с окружающей средой, с которой постоянно взаимодействует человек.
Экологическую журналистику можно отнести к одной из форм научной журналистики.

## Терминология
Обращаясь к жанру экологической журналистики, необходимо правильно понимать основные термины.
Так, например, экология в контексте экологической журналистики предполагает изучение закономерностей и проблем взаимодействия современного общества с окружающей средой. Так считает и педагог-исследователь С. Н. Глазачев, посвятивший свою жизнь изучению проблем экологии и образования в сфере экологии:
На наших глазах экология из отрасли биологических знаний превратилась в социальную науку о взаимодействии природы и общества. Как-то на семинаре я спросил студентов: "Для кого мы охраняем природу?" - "Для человека", - ответили они. "От кого?" - и задумались. Выходит, охраняя природу, мы охраняем человека разумного от человека неразумного. Должен победить разум. Вот основная мысль экологической педагогики и журналистики.
Часто понятие экология отождествляется с охраной окружающей среды, тогда как охрана окружающей среды — это комплекс мер, предназначенных для ограничения отрицательного влияния человеческой деятельности на природу. Охрана окружающей среды будет скорее являться одним из вопросов, освещаемых журналистами в сфере экологии. В связи с этим важно определить, какого рода информация входит в круг освещаемых в экологической журналистике вопросов. В соответствии со статьей 2 Орхусской конвенции ООН под экологической информацией понимается следующее:

«Экологическая информация» означает любую информацию в письменной, аудиовизуальной, электронной или любой иной материальной форме о:
a) состоянии элементов окружающей среды, таких, как воздух и атмосфера, вода, почва, земля, ландшафт и природные объекты, биологическое разнообразие и его компоненты, включая генетически измененные организмы, и взаимодействие между этими элементами;
b) факторах, таких, как вещества, энергия, шум и излучение, а также деятельность или меры, включая административные меры, соглашения в области окружающей среды, политику, законодательство, планы и программы, оказывающие или способные оказать воздействие на элементы окружающей среды, охватываемые в подпункте а выше, и анализ затрат и результатов и другой экономический анализ и допущения, использованные при принятии решений по вопросам, касающимся окружающей среды;
c) состоянии здоровья и безопасности людей, условиях жизни людей, состоянии объектов культуры и зданий и сооружений в той степени, в какой на них воздействует или может воздействовать состояние элементов окружающей среды или, через посредство этих элементов, факторы, деятельность или меры, упомянутые в подпункте 2 выше;
 — Конвенция о доступе к информации, участии общественности в процессе принятия решений и доступе к правосудию по вопросам, касающимся окружающей среды, 1998
Следует подчеркнуть, что задачи журналиста-эколога не сводятся к описанию состояния окружающей среды, но также предполагают анализ, выявление причин тех или иных явлений, комплексное изучение и глубокое освещение ряда вопросов.

## Актуальность
В контексте постиндустриального общества роль информационных технологий начинает превосходить промышленное производство по значимости, однако человечество только недавно начало осознавать, что экологическое наследство почти двухвековой эпохи технократического мышления и экстенсивной экономики оказывает колоссальное влияние на нашу жизнь и на жизнь нашей планеты.
В ежедневной жизни человек нечасто сталкивается с примерами нарушения или загрязнения окружающей среды, либо просто не осознает этого. Пока экологическая катастрофа не затронет его лично, человек будет продолжать считать, что экологических проблем не существует, такова наша психология. Недостаточная осведомленность по экологическим вопросам является одной из главных причин бездействия человека в этой связи. Административных решений, связанных с проблемами экологии, может быть недостаточно для преодоления глобального экологического кризиса, необходим системный подход, важен вклад каждого члена общества.
Именно поэтому возрастает роль экологической журналистики, которая может донести до обывателя информацию о состоянии окружающей среды в регионе, где он проживает, в его стране и о глобальных проблемах в целом. Грамотное освещение этих вопросов в СМИ приведет к повышению осведомленности, будет стимулировать каждого индивида действовать на благо окружающей его среды, а значит и на благо всей планеты.

## Тематика материалов
Обращаясь к какой-либо экологической проблеме или событию и анализируя их происхождение, журналист неизбежно сталкивается с другими сферами человеческой деятельности: экономической, политической, социальной или медицинской. Междисциплинарность данного журналистского жанра требует большей осведомленности в разных сферах общественной жизни, в то время как журналист-экономист, например, пишет строго в рамках своей тематики.

### Направления
На перечисление всех экологических тем ушло бы немало времени, поэтому представляется более рациональным выделить основные направления, включающие в себя эти темы:
- политико-правовое и социальное направление — подразумевает анализ сложившихся проблем в сфере экологии, выявляет их международное и политическое значение, изучает структуру и пути решения посредством экологического законодательства;
- познавательное направление — предоставляет читателю научную информацию о функционировании природных систем и законов;
- эколого-экономическое направление — рассматривает экономическую и экологическую практики в их взаимосвязи;
- нравственно-эстетическое направление — описывает отношения человека с природой с нравственной точки зрения;
- направление экологической безопасности — предлагает научные и практические способы поведения в условиях чрезвычайных ситуаций;
- направление защиты экологических прав человека — анализирует случаи нарушения прав человека на безопасную окружающую среду, на достоверную экологическую информацию, а также факты преследования людей за их активную экологическую позицию.[9]

### Жанры
К основным жанрам экологической журналистики можно отнести следующие:
- «горячая» новость — оперативная информация об экологических происшествиях;
- статья-справка — справочная информацию по той или иной проблеме или событию;
- интервью с экспертом;
- репортаж.[10]

## Подача информации
Экожурналистика отличается от других жанров журналистики способом подачи информации. Тонкость заключается в том, что материал не должен преподноситься в чрезмерно эмоциональной форме, поскольку это может попросту испугать читателя. С другой стороны, исключительно информационный подход здесь тоже не подходит, так как в таком случае не удастся «достучаться» до читателя. Журналисту-экологу необходимо найти эту тонкую грань, когда журналистский материал вызывает достаточный эмоциональный отклик, но в то же время не запугивает читателя.
Как и в любом другом журналистском материале, следует проверять экологическую информацию, использовать достоверные источники, соблюдать текущее законодательство в сфере информации. Также важно понимать, что недостаточность информации по тому или иному актуальному вопросу в сфере экологии приводит к росту недоверия у аудитории. Поэтому предоставление полной и аргументированной информации является важным условием для её распространения.

## Экологические СМИ в России
Российский рынок экологической печати начал формироваться во времена перестройки, и на сегодняшний день российская экопресса занимает свою нишу на рынке СМИ. Рассмотрим основных участников экологической ниши СМИ:
- Газета «Зеленый мир» — издается с апреля 1990 года, распространяется по подписке[14];
- Газета «Природно-ресурсные ведомости» — зарегистрирована в 1999 году, тираж 20 тысяч экземпляров[15];
- Журнал «Экос» — выходит раз в 3 месяца с 1990 года[16];
- Журнал «Зеленый крест» — выходит раз в 3 месяца с 1990 года[17];
- Журнал «Свет» («Природа и человек») — основан в июне 1991 года, выходит ежемесячно[18];
- Научно-популярный журнал «Экология и жизнь» — издается с 1996 года, до 2013 года распространялся по подписке (12 номеров в год), в настоящее время работает в режиме открытого доступа[19];
- Информационный бюллетень Гринпис России — издаётся с 1993 года[20];
- Популярное периодическое издание "Журнал «Экоград»[21].
- Журнал «Экология и право» — издаётся экологической организацией «Беллона» с 2002 года[22].
- Национальное информационное агентство «Экология» (НИА «Экология» Архивная копия от 11 ноября 2021 на Wayback Machine) — сетевое издание.

### Ассоциация журналистов-экологов Союза журналистов России
Первая в России ассоциация экологических журналистов была создана осенью 1994 года в Санкт-Петербурге. Официально зарегистрирована в 1995 году. Она работает до сих пор, объединяя журналистов Санкт-Петербурга и Ленинградской области. Руководство — сопредседатели.
В 2009 году в России была создана Ассоциация журналистов-экологов. Поддержку организации оказали Союз журналистов России, Российское агентство международной информации «РИА Новости», первое из федеральных ИА России создавшее раздел «Экология» (портал www.rian.ru.) и другие крупные издания и журналисты.
Председатель Ассоциации — Фёдоров Александр Вячеславович, директор Российского Зелёного креста по связям.

Цель Ассоциации — содействие профессиональной творческой деятельности российских журналистов, специализирующихся в экологической тематике, способствование утверждению и реализации свободы массовой информации, укреплению гарантий права граждан на оперативное получение всесторонней и достоверной информации в области сохранения окружающей среды и устойчивого развития по каналам электронной и печатной прессы, реализация иных целей и задач, определённых Уставом Союза журналистов России для объединения и реализации интеллектуального потенциала и организационных возможностей журналистов во имя защиты природы Земли и населяющих её живых существ, сохранения и восстановления природного и культурного наследия человечества, физического и духовного здоровья людей, обеспечения экологической безопасности и устойчивого развития России.
— "Цели Ассоциации журналистов-экологов Союза журналистов России"
Ассоциация имеет страницу в социальной сети Facebook.